# Алкснис, Арнольд Фрицевич
Арнольд Фрицевич Алкснис (латыш. Arnolds Alksnis; 30 апреля 1932 — 02 сентября 2004) — советский и латвийский химик, академик АН Латвии (1996).
Родился 30 апреля 1932 года в дистрикте Талси, Латвия.
Окончил химический факультет Латвийского университета (1956).
В 1956—1959 гг. ассистент в Латвийской сельскохозяйственной академии.
С 1959 года работал в Институте химии древесины: старший инженер (1959—1964), старший научный сотрудник (1964—1972), зав. лабораторией полимеров (1972—1987), заместитель директора (1987—1997), директор (председатель научного Совета) (1997—2000), эмеритированный профессор (с 2000).
В 1964 г. защитил кандидатскую, в 1989 г. — докторскую диссертацию. Доктор химических наук, профессор, с 1992 г. член-корреспондент, с 1996 г. академик АН Латвии. Академик сельскохозяйственных и лесных наук Латвии (1992).
Читал курсы лекций по химии древесины в Латвийском сельскохозяйственном университете и Латвийском государственном университете (1996—2004) и по химическим технологиям древесины в Рижском техническом университете (1997—2004).
Автор научных работ в области полимеров и полиэфиров:
- Исследования в области синтеза полимеров на основе протокатеховой кислоты : диссертация … кандидата химических наук : 02.00.00. — Рига, 1963. — 129 с. : ил.
- Химическая стойкость полиэфиров [Текст] / А. Ф. Алкснис, Г. Е. Заиков, В. П. Карливан. — Рига : Зинатне, 1978. — 222 с. : ил.; 22 см.
- Полиэфиры щавелевой кислоты [Текст] / А. Ф. Алкснис, И. В. Грузиньш, Д. М. Деме [и др.] ; Под ред. канд. хим. наук А. Ф. Алксниса ; АН ЛатвССР, Ин-т химии древесины. — Рига : Зинатне, 1975. — 232 с. : ил.; 20 см.
- A.Alksnis. Plastmasas un to apstrāde. Rīga: Liesma, 1965, 130 lpp.; 1966, 130 lpp.
- A.Alksnis, J.Surna, R.Perniķe, J.Zoldners. Sintētiskās līmes. Rīga: Liesma, 1965, 100 lpp.

Лауреат Государственной премии Латвийской ССР (1987).
Умер в Риге 2 сентября 2004 года.